# Leptophobia tovaria
Leptophobia tovaria is een vlindersoort uit de familie van de Pieridae (witjes), onderfamilie Pierinae.
Leptophobia tovaria werd in 1861 beschreven door C. & R. Felder.